# Wybory do Zgromadzenia Konstytucyjnego w Libii w 2014 roku
Wybory do libijskiego Zgromadzenia Konstytucyjnego przeprowadzono 20 lutego 2014. Celem wyborów było wyłonienie 60-osobowego składu Konstytuanty, odpowiedzialnej za skonstruowanie nowej ustawy zasadniczej.

## Przygotowania do wyborów
Już w styczniu 2012, nieco ponad dwa miesiące po zakończeniu wojny domowej, nowe władze zaproponowały projekt ustawy o wyborze zespołu do prac nad projektem nowej konstytucji. Był to pierwszy krok w skonstruowaniu nowej ustawy zasadniczej po obaleniu reżimu Muammara Kadafiego. Proponowana ustawa zakazywała kandydowania 10 grupom ludzi. Wśród nich znaleźli się członkowie Gwardii Rewolucyjnej, oskarżeni o torturowanie powstańców podczas wojny, Libijczycy, którzy mieli powiązania z Muammarem Kaddafim, byli urzędnicy, a także osoby oskarżone o sprzeniewierzenie funduszy publicznych.
Mimo wstępnych przygotowań nie wybrano 60-osobowego składu komitetu ekspertów, odpowiedzialnego za przygotowanie konstytucji. 5 lipca 2012, Mustafa Dżalil, powiedział, że po wyborach parlamentarnych będą zorganizowane kolejne wybory powszechne, na podstawie których wybrani zostaną eksperci przygotowujący konstytucję. Deklaracja ta przeczyła z dotychczasowymi uzgodnieniami, iż to wybrana w wolnych wyborach Konstytuanta miała wybrać zespół ekspertów po 20 osób z każdego regionu. Ostatecznie proceder ten odroczono.
Projekt ordynacji wyborczej do Zgromadzenia Konstytucyjnego został uchwalony przez Powszechny Kongres Narodowy 13 lutego 2013. Przewidywała ona wybranie po 20 przedstawicieli z regionów Trypolitanii, Cyrenajki i Fazzanu. Rejestracja kandydatów do Zgromadzenia Konstytucyjnego trwała w dniach 6 października - 11 listopada 2013. W tym czasie zarejestrowano 681 kandydatów. Na listę wyborczą poprzez system SMS zapisało się 1 001 910 wyborców. W porównaniu, podczas wyborów parlamentarnych z 2012, zarejestrowanych było 2 865 937 wyborców.

## Przebieg wyborów i ich konsekwencje
Wybory były zakłócone w kilku rejonach kraju.  W południowej Libii oraz w mieście Darna, wyborcy nie mogli oddać swoich głosów na jedenastu przedstawicieli tych regionów, gdyż lokale wyborcze zostały zaatakowane przez ekstremistów, powodując śmierć jednej osoby. Mniejszości etniczne Tuaregów oraz plemiona Tubu przemocą zmusiły do zamknięcia wielu lokali wyborczych w miastach Al-Kufra i Marzuk. Elekcja charakteryzowała się niską frekwencją wyborczą, mimo ustanowionego dnia wolnego od pracy.
W wyniku wyborów wyłoniono 47 członków Konstytuanty. 13 miejsc zostało nieobsadzonych z powodu bojkotów i przemocy w dniu wyborów. Według planów, wybrani eksperci będą opracowywać projekt konstytucji od marca do lipca 2014.